# (315) Constantia
(315) Constantia és un asteroide pertanyent al cinturó d'asteroides descobert el 4 de setembre de 1891 per Johann Palisa des de l'observatori de Viena, Àustria. El seu nom prové de la paraula llatina per a constància.

## Característiques orbitals
Constantia forma part de la família asteroidal de Flora.